# Agenor Edésio Estelita Lins
Agenor Edésio Estelita Lins (Recife, 10 de janeiro de 1890 – Rio de Janeiro, 5 de dezembro de 1946) foi um médico brasileiro.
Doutorou-se em Medicina pela Faculdade de Medicina do Rio de Janeiro em 1912.
Foi interno da Santa Casa de Misericórdia do Rio de Janeiro e estagiou no serviço de Oswald S. Lowaloy, em Nova Iorque.

## Médico
Foi médico em:
- Assistência Municipal do Rio de Janeiro
- Associação de Imprensa do Rio de Janeiro
- Aero Club Brasileiro
- Cruz Vermelha Brasileira[nota 1]
- Casa de Saúde Estelita Lins (diretor)
- Instituto de Clínica Urológica (diretor).

## Professor
Foi professor em:
- Escola de Enfermeiras da Cruz Vermelha
- Escola de Farmácia e Odontologia do Rio de Janeiro.

## Entidades
Foi eleito membro da Academia Nacional de Medicina em 1929, ocupando a Cadeira 65, da qual é patrono.
Participou das seguintes entidades:
- Colégio Brasileiro de Cirurgiões[nota 2]
- Sociedade Brasileira de UrologiaPredefinição:Foi fundador e exerceu a presidência.
- Sindicato dos Médicos do Rio de Janeiro[nota 3]
- Confederação Americana de UrologiaPredefinição:Foi seu secretário geral, na fundação.
- Sociedade de Medicina e Cirurgia do Rio de Janeiro
- Cruz Vermelha Brasileira[nota 4]
- Sociedade Fluminenso Médico-cirúrgica (sócio correspondente)
- Sociedade Internacional de Urologia, de Paris
- Associação Francesa de Cirurgia
- Sociedade de Urologia de Berlim.

## Redator
Escreveu artigos para os periódicos:
- O Jornal
- A Época
- Correio da Manhã
- O País
- Gazeta de Notícias.

Realizou trabalhos de tradução de documentos e do Tratado de Urologia, redigido por Oswald S. Lawaloy.

## NaSegunda Guerra Mundial
Compôs a Força Expedicionária Brasileira no posto de major.